# Marvels fiktiva universum
Marvels fiktiva universum är ett fiktivt universum i vilket Marvel Comics superhjältehistorier utspelar sig. De många superhjältarna och superskurkarna förekommer oftast i sina egna givna sammanhang i sina respektive serietidningar men med gästspel från andra. Då och då görs även storstilade "crossovers" där många figurer som normalt inte förekommer tillsammans förekommer i samma historia.